# Der Dativ ist dem Genitiv sein Tod
Der Dativ ist dem Genitiv sein Tod (tedesco: "Il dativo per il genitivo è la morte") è una serie di libri scritti da Bastian Sick che trattano in maniera anche scherzosa di argomenti di grammatica, ortografia e punteggiatura, facendo anche esempi di uso goffo della lingua tedesca. 

## La rubrica:Zwiebelfisch
Alla base della serie Der Dativ ist dem Genitiv sein Tod sta la rubrica Zwiebelfisch, tenuta da Bastian Sick da maggio 2003 al 2012 sulla versione online della rivista Der Spiegel e da febbraio 2005 anche sull'allegato culturale stampato mensilmente. La rubrica nacque dal lavoro dell'autore come archivista e correttore di bozze, durante il quale compilò per i redattori dei promemoria sulle possibili fonti di errore. Il nome della rubrica faceva riferimento all'espressione del linguaggio tipografico "Zwielbelfisch" (letteralmente "pesce cipolla"), che descrive delle singole lettere inserite nel testo con caratteri tipografici diversi dagli altri.
La rubrica raggiunse relativamente presto una grande popolarità tra molti lettori, così col tempo si aggiunsero altre sezioni: Zwielbelfisch-ABC, con brevi spiegazioni dei concetti, lettere dei lettori con le loro domande, e gli Zwiebelfischchen ("pesciolini cipolla"), che consistevano in una raccolta commentata di fotografie e documenti su curiosità linguistiche quotidiane fornite regolarmente dai lettori di Zwielbelfisch.

## I libri
Der Dativ ist dem Genitiv sein Tod è il titolo della serie di sei libri nata dalla raccolta delle rubriche di Zwielbelfisch. I casi dubbi di grammatica, ortografia e punteggiatura, così come le espressioni della lingua tedesca ritenute sgradevoli dall'autore, vengono affrontati in modo divertente. Uscì anche un gioco per PC basato sul libro.
I libri hanno raggiunto per un certo periodo le vette delle classifiche di vendita. Il primo volume di Der Dativ ist dem Genitiv sein Tod vendette più di due milioni di copie in due anni.
Sebbene i linguisti mettano espressamente in guardia dall'usare i libri di Sick per le lezioni scolastiche, in alcuni Bundesländer gli articoli dei libri sono usati come materiale didattico. Secondo la prefazione di Sick dell'agosto 2005, Der Dativ ist dem Genitive sein Tod è stato incluso nel canone dei libri obbligatori per l'Abitur nel Saarland. Ciò non è stato confermato, almeno per i successivi programmi d'insegnamento e lettura nel Saarland.

## Accoglienza
A seconda dei punti di vista, la rubrica è stata descritta come "di critica linguistica" oppure "di cura della lingua". Da una parte, i libri e le rubriche di Sick sono percepiti come divertenti e istruttivi, dall'altro sono criticati e bocciati da linguisti come Peter Eisenberg, Theodor Ickler, Anatol Stefanowitsch, André Meinunger e Jan Georg Schneider. Schneider biasima il fatto che "le rubriche siano scritte in uno stile per lo più irriverente e umoristico" che "tuttavia non può sempre nascondere i toni da insegnante delle superiori". Secondo Vilmos Ágel e Manfred Kaluza, le rubriche di Sick non sono adatte per le lezioni scolastiche perché contengono errori fattuali (ad esempio ignorando le distinzioni grammaticali), fanno spesso solo delle sottigliezze irrilevanti sull'argomento e forniscono solo dimostrazioni insufficienti. Secondo Ágel, Sick non ha le competenze scientifiche che lo autorizzerebbero a dare ad altri consigli grammaticali e proposte di soluzioni nel campo della grammatica tedesca. Péter Maitz e Stephan Elpass basano l'inadeguatezza per le lezioni di tedesco sul fatto che la visione linguistica alla base dei testi di Sick sia intollerante, discriminatoria e socialmente dannosa.
Il principale punto di critica è l'approccio di Sick alla lingua, che è percepito come dogmatico e normativo, e la rigida divisione in "giusto" e "sbagliato" che gli è legata. Secondo Schneider, ad esempio, l'affermazione di Sick secondo cui la parola schrittweise ("passo passo") non sia un aggettivo ma solo un avverbio non rende giustizia al processo di cambiamento linguistico. Sick trascurerebbe la variazione diafasica della lingua, cioè il fatto che i parlanti non usino sempre lo stesso tipo di linguaggio, ma che questo dipenda anche dalla situazione comunicativa. Così, egli vedrebbe spesso le peculiarità del linguaggio colloquiale come una minaccia alle strutture della lingua scritta standard. Inoltre, secondo i critici, Sick avrebbe commesso anche errori etimologici e filosofici, in particolare avrebbe mescolato aspetti diacronici e sincronici del linguaggio, che si possono vedere, ad esempio, nel suo trattamento dell'espressione Sinn machen ("avere senso").  Per giunta, Claudius Seidl sulla Frankfurter Allgemeine Zeitung l'accusa di accanirsi "sugli errori, sulle frasi e sulle parole straniere sbagliate degli altri", di essere "un pedante e saputello", ma "apparentemente ha il problema che egli stesso non riesce a far di meglio".
Viene anche criticato il fatto che Sick utilizzi l'esagerazione come espediente stilistico per fare chiarezza e distorca così l'immagine della realtà del linguaggio. Inoltre, Sick spesso baserebbe le sue argomentazioni – specialmente quelle contro i termini inglesi tradotti letteralmente – solo sulla sua sensibilità linguistica; tuttavia, il mero riferimento a un fenomeno di cambiamento della lingua non fornirebbe una base sufficiente per criticarlo.
Il linguista Karsten Rinas attesta a Sick diversi errori effettivi e argomentazioni imprudenti, ma allo stesso tempo si oppone al rifiuto fondamentale della cura e della critica della lingua propugnata da molti dei suoi colleghi (ad esempio André Meinunger e Stephan Elpass). Al contrario, Rinas si esprime a favore di una maggiore comprensione delle preoccupazioni relative alla conservazione della lingua, e del fatto che le argomentazioni dei suoi rappresentanti più moderati (a cui appartiene, ad esempio, Dieter E. Zimmer) ricevano un apprezzamento differenziato anche dal punto di vista linguistico.

## Edizioni
- Der Dativ ist dem Genitiv sein Tod – Ein Wegweiser durch den Irrgarten der deutschen Sprache. Kiepenheuer und Witsch, Köln 2004, ISBN 3-462-03448-0 (audiolibro: ISBN 3-89813-400-8)
- Der Dativ ist dem Genitiv sein Tod, Folge 2 – Neues aus dem Irrgarten der deutschen Sprache. Kiepenheuer und Witsch, Köln 2005, ISBN 3-462-03606-8 (audiolibro: ISBN 3-89813-445-8)
- Der Dativ ist dem Genitiv sein Tod. Folge 3 – Noch mehr aus dem Irrgarten der deutschen Sprache. Kiepenheuer und Witsch, Köln novembre 2006, ISBN 3-462-03742-0 (audiolibro: ISBN 3-89813-566-7)
- Der Dativ ist dem Genitiv sein Tod. Folge 4 – Das Allerneueste aus dem Irrgarten der deutschen Sprache. Kiepenheuer und Witsch, Köln 2009, ISBN 3-462-04164-9

## DVD
- Der Dativ ist dem Genitiv sein Tod – Die Große Bastian Sick Schau. Sony BMG Music Entertainment GmbH, 2008, ASIN B000X1YDCC

## Giochi
- Der Dativ ist dem Genitiv sein Tod. KOSMOS, 2006, ASIN 3440690237
- Der Dativ ist dem Genitiv sein Tod – Das PC-Spiel. (PC & Mac) United Soft Media Verlag GmbH, 2007, ASIN 3803228301